# Hòa Tiến, Krông Pắc
Hoà Tiến là  một xã thuộc huyện Krông Pắc, tỉnh Đắk Lắk, Việt Nam.

## Địa lý
Xã Hòa Tiến nằm dọc tỉnh lộ 9, phía nam huyện Krông Păc, cách trung tâm huyện 3 km, địa hình tương đối bằng phẳng, có vị trí địa lý:
- Phía bắc giáp xã Hòa An
- Phía nam giáp xã Tân Tiến
- Phía đông giáp các xã Hoà An và xã Ea Hiu
- Phía tây giáp xã Ea Yông.

Xã Hoà Tiến có diện tích đất tự nhiên là 2.120 ha, trong đó: 978,92 ha đất nông nghiệp, chiếm 46,18% tổng diện tích đất tự nhiên; 322,09 ha đất lâm nghiệp; 56,44 ha đất thổ cư; 226,48 ha đất chuyên dùng; còn lại là diện tích đồi núi trọc 536,07 ha. Sản xuất chủ yếu là nông nghiệp, cây trồng chính là cà phê 592 ha (cà phê kinh doanh 540 ha, cà phê chăm sóc 52 ha); lúa nước 193,18 ha; rau xanh 30 ha và một số loại cây hoa màu khác...
Có 111 hộ nghèo năm 2020, chiếm tỷ lệ 5,58%.
Dân số 8.650 người với 1.749 hộ gia đình, trong đó nữ 4.110 người, dân số hầu hết là người Kinh.

## Hành chính
Xã Hòa Tiến được chia thành 7 thôn. gồm thôn 1A, 1B 2A 2B thôn 3, 4B và 4B

## Xã hội
Xã có 1 trường trung học cơ sở, 2 trường tiểu học, 1 trường mẫu giáo, cơ sở vật chất trường học đảm bảo cho việc dạy và học.
Xã được công nhận đạt chuẩn về phổ cập giáo dục trung học cơ sở, đạt chuẩn về phổ cập giáo dục tiểu học đúng độ tuổi; đạt chuẩn Quốc gia về y tế giai đoạn 1.